# La Amelia (sitio arqueológico)

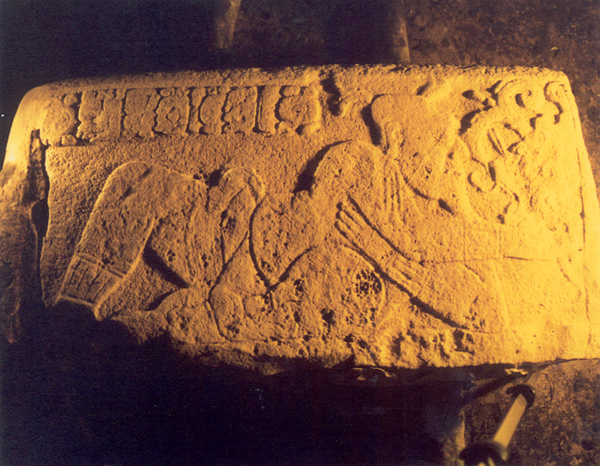
Escalón número 7 de la escalera jeroglífica en La Amelia.

La Amelia es un yacimiento arqueológico maya precolombino que se encuentra cerca de Itzán, en la porción baja del río La Pasión del departamento del Petén, en Guatemala. Formó parte de una ciudad del clásico tardío (600 al 900 d. C.) y estuvo involucrada en la guerra que se dio entre Tikal y Calakmul, en 650, al tomar la ciudad de Dos Pilas, lo que condujo a un conflicto que perduró siglos hasta el colapso de la civilización maya en esta región que ocurrió hacia el año de 830, siendo posiblemente el primero de los sitios del Petén en ser abandonado.

## Localización
La Amelia está localizada en una serie de colinas bajas en la municipalidad de Sayaxché, aproximadamente 4 km al sur de La Florida y del río La Pasión. El sitio se asienta a 150 — 160 m s. n. m. Las áreas bajas, alrededor de las colinas tienden a inundarse. La parte principal del sitio arqueológico, en la actualidad, es mantenido como un parque forestal por la población cercana de San Francisco el Tumbo. Más del 90% de los montículos constitutivos del yacimiento han sido saquedos.

## Historia
La Amelia era un lugar subordinado en el Petexbatún del periodo clásico y pertenecía al señorío de Mutal que primero gobernó desde Dos Pilas y después desde Aguateca. Está al noroeste de Dos Pilas, y pudo haberse llamado originalmente Balam (jaguar). Durante el periodo clásico Dos Pilas se expandió rápidamente conquistando a La Amelia al principio del siglo VIII. La historia de la ocupación de la ciudad parece haber sido breve y limitada al clásico tardío.
Hacia el año 802 d. C., se sabe que el último gobernante conocido de la región Tan Te Kinich, supervisó un ritual conducido por el dirigente de La Amelia, Lachán Kauil Ahau Bot, (esta es la última referencia que se tiene de Tan Te Kinich. Por su lado Lachán Kauil Ahau Bot, el líder de La Amelia, se encuentra representado en el tablero número 2 de La Amelia, datado en el año 804 y continuó edificando monumentos en el sitio, el último de los cuales fue erigido en el año 807. Este último contiene la última referencia al reino de Mutal en Petexbatún. Lachán Kauil Ahau Bot también es mencionado en el tablero número 1 de la escalera jeroglífica 1 del lugar. De él se dice que nació el 25 de junio del año 760 d. C. y que fue llevado al trono el 1 de mayo de 802.
La Amelia fue abandonada alrededor de la mitad del siglo IX.

### Historia moderna
El Instituto Carnegie llevó a cabo investigaciones en el sitio en 1937. El proyecto documentó varios monumentos de piedra tallada y creó un mapa parcial de la ciudad que fue publicado por Sylvanus Morley en su libro Las inscripciones de Petén]] publicado en 1938.  La Universidad de Yale condujo otras investigaciones desde 1984 a 1986.
Un mapeo del proyecto de excavación fue conducido en el sitio por el Proyecto Arqueológico de La Amelia en 1997. Este último trabajo fue dirigido por la doctora Antonia Foias del Williams College. Durante el verano de 1997 se completó el mapeo del centro del sitio y se excavaron varias unidades de prueba.

## El yacimiento
La Amelia es un sitio pequeño que cubre un área aproximada de 0,74 km². Está dividido en cuatro grupos, dos de los cuales contienen estructuras monumentales, y otros 13 grupos residenciales. En 1997 se mapeó un total de 71 estructuras en el sitio. Al parecer la Plaza Central está rodeada del ??Grupo de las tres pirámides en la porción sur del sitio. Este grupo incluye tres pirámides de entre 3 y 8 m de altura, todas las cuales han sido dañadas por las trincheras que han excavado los saquedores.
El grupo de la escalera de los jeroglifos está ubicada o medio km de la plaza central en el cuadrante nor-oeste del sitio, y fue construido haciendo terrazas y aplanando la cima de una colina natural. Este grupo exhibe tres terrazas frontales y un patio interior en la cima que está rodeado de seis estructuras angostas. El acceso a la terraza más baja es por medio de una escalera de 5 peldaños monolíticos hechos a base de bloques que fueron tallados con glifos y escenas. Dos tableros llamados respectivamente Estela 1 y Tablero 2 decoraban el frente de la estructura en cada lado de la escalera.

### Monumentos
Cuando Edwin Shook del Instituto Carnegie documentó el sitio de La Amelia en 1937, describió la presencia de seis bloques jeroglíficos que tenían la función de elevadores (escalones) hacia el nivel más alto de la escalera. Esto lo llevó a identificar esta estructura como La escalera de los jeroglifos y a nombrar al grupo en su conjunto con el mismo nombre. Hubo un séptimo bloque que fue encontrado y recuperado en 1997 de una excavación de prueba en la plaza al suroeste de la escalera.
Tres de la piedras talladas de esta escalera tienen sólo glifos, mientras que las otras cuatro muestran figuras masculinas reclinadas acompañadas de textos cortos en glifos. Stephen Houston preparó el documento descriptivo de una de las tres piedras con glifos pero no existe una descripción detallada de las otras dos. Shook esquematizó los tres escalones o bloques con las figuras reclinadas pero no incluyó ningún detalle de los glifos que acompañan a esas figuras. Ninguno de los seis escalones registrados por Shook permanecía in situ hacia 1997, desconociéndose su destino final.